# Jai Herbert
Jai Kyle Herbert (ur. 13 maja 1988 w Wolverhampton)  – angielski zawodnik mieszanych sztuk walki (MMA). Były zawodnik BAMMA oraz były mistrz Cage Warriors w wadze lekkiej. Obecnie związany z UFC.

## Życiorys
Herbert urodził się w Wolverhampton, w Anglii. Przez 14 lat pracował na pełen etat, rywalizując jednocześnie jako amator i zawodowiec w MMA. Pracę na pełen etat zakończył wtedy kiedy podpisał kontrakt z UFC. Jako amator walczył w wadze półśredniej i nie uważał, że wysiłek związany ze zbijaniem wagi jest tego wart. W sierpniu 2020 brał udział w premierze strojów klubu Wolverhampton Wanderers.

## Osiągnięcia

### Mieszane sztuki walki
- Cage Warriors
  - 2019: Mistrz Cage Warriors w wadze lekkiej